# Acadie (Metro Montreal)

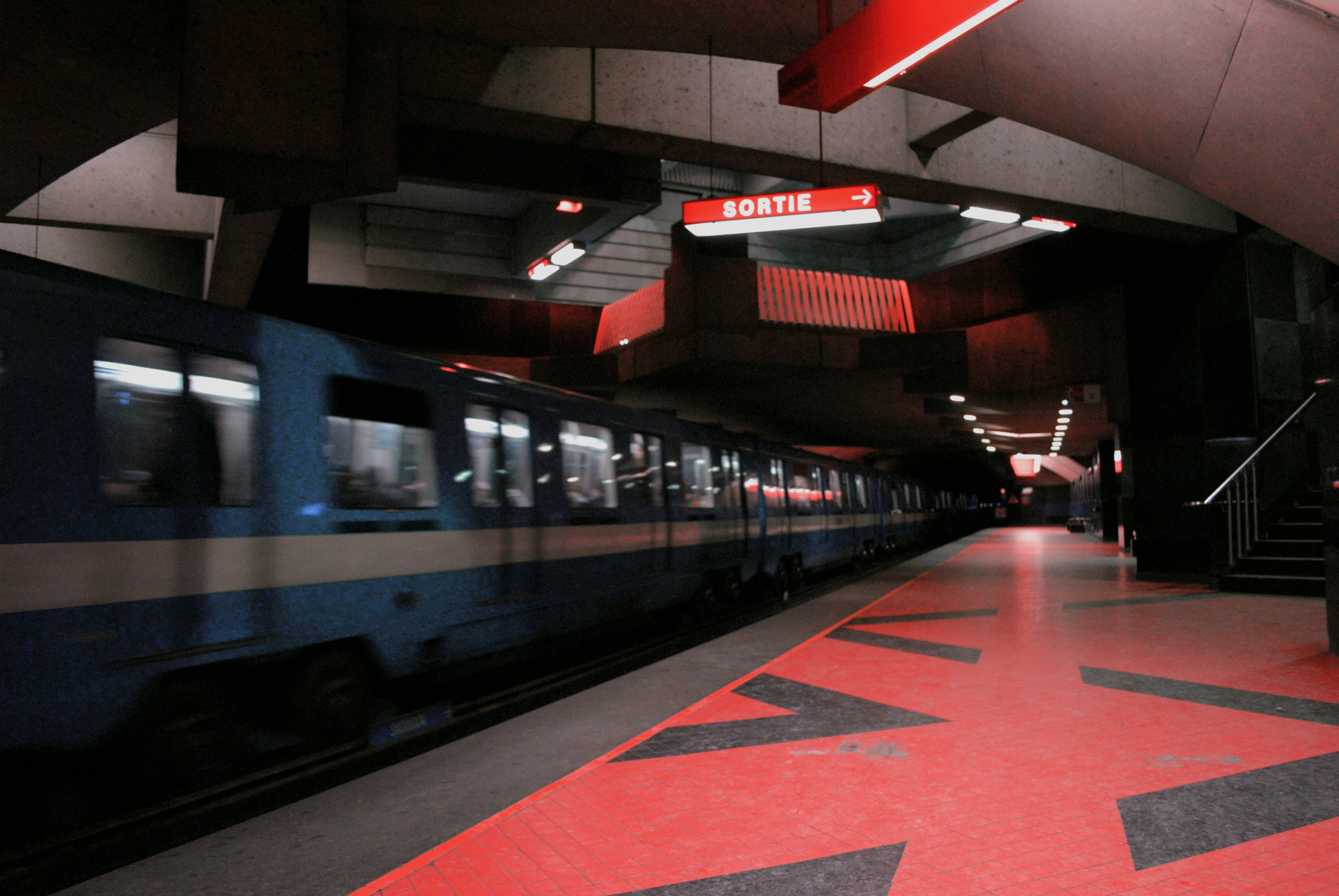
Blick auf die Bahnsteige

Acadie ist eine U-Bahn-Station in Montreal. Sie befindet sich im Arrondissement Villeray–Saint-Michel–Parc-Extension an der Kreuzung von Boulevard de l’Acadie und Avenue Beaumont. Hier verkehren Züge der blauen Linie 2. Im Jahr 2019 nutzten 1.342.597 Fahrgäste die Station, was dem 65. Rang unter den insgesamt 68 Stationen der Metro Montreal entspricht.

## Bauwerk

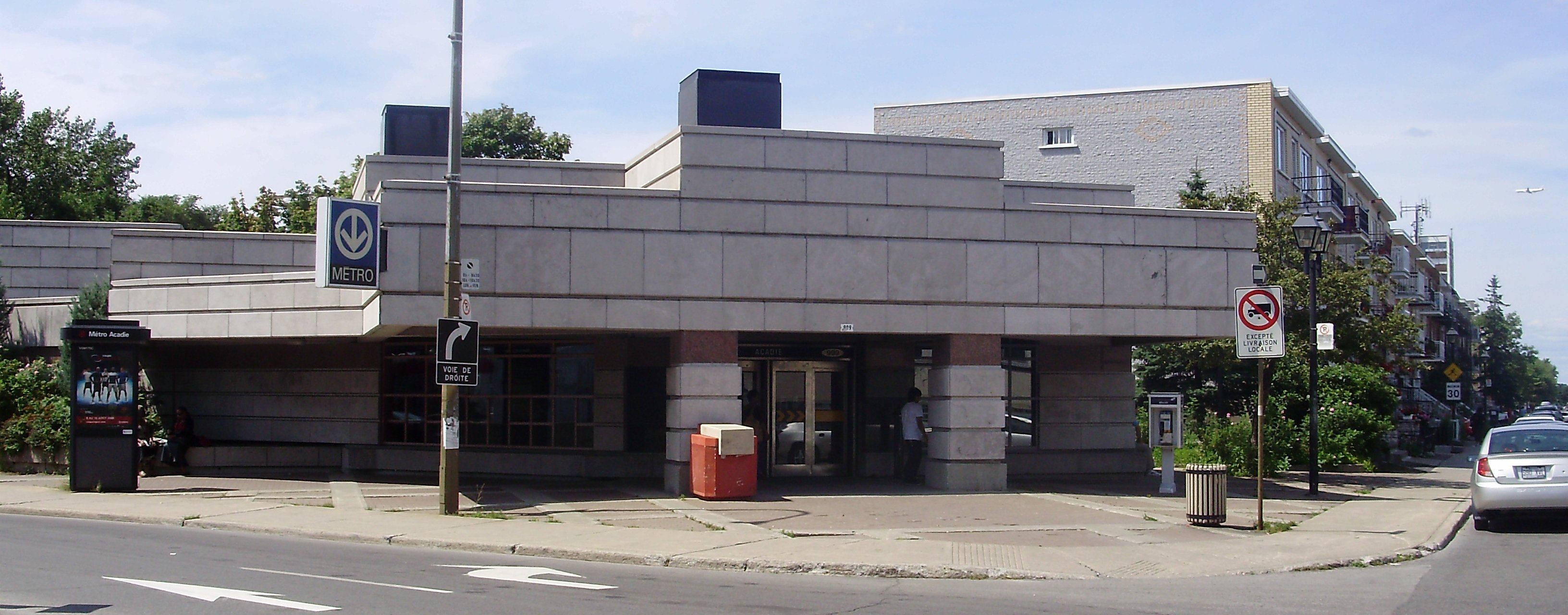
Eingangspavillon

Die von Pierre Boyer-Mercier und Patrice Poirier entworfene Station entstand als Tunnelbahnhof. Auffällig ist die Verbindung von buntem Farbenspiel und geometrischen Formen, woraus sich ein attraktives Erscheinungsbild ergibt. Die Wände der Bahnsteige und der Verteilerebene sind mit poliertem schwarzen Granit und mattem Kalkstein in einem karierten Muster verkleidet. Hinzu kommen dunkelblaue Keramikpaneele und die strengen diagonalen Formen der rosafarbenen Böden und Leuchtelemente. Der Boden der Verteilerebene ist in leuchtendem Blaugrün gehalten. Die beiden Eingangspavillons weisen unregelmäßige Winkel auf und unterstreichen das moderne Erscheinungsbild.
In 16,5 Metern Tiefe befindet sich die Bahnsteigebene mit zwei Seitenbahnsteigen. Die Entfernungen zu den benachbarten Stationen, jeweils von Stationsende zu Stationsanfang gemessen, betragen 727,60 Meter bis Parc und 728,60 Meter bis Outremont. Es bestehen Anschlüsse zu vier Buslinien und zwei Nachtbuslinien der Société de transport de Montréal.

## Kunst
Jean Mercier, der Bruder des Stationsarchitekten Pierre Boyer-Mercier, schuf im Verbindungstunnel zum östlichen Eingangspavillon und im Treppenhaus der Verteilerebene drei Wandbilder. Dabei übertrug er überdimensionale Fotografien mithilfe von Email auf die mit Stahl verkleideten Wände. Gezeigt werden verschiedene Personen (Freunde und Verwandte des Künstlers), die Saltos und Luftsprünge machen; nur der Vater des Künstlers steht aufrecht. Symbolisiert werden dabei das Ausbrechen aus der strengen Symmetrie der Station und das Hochsteigen in das unbehinderte Freie.
Von Météore Design stammt das Kunstwerk Lieu de rendez-vous („Ort der Begegnung“) im Wartebereich der Verteilerebene. Dabei handelt es sich um eine sechs Meter hohe Säule aus Stahl und Porzellan, an deren Spitze eine Uhr befestigt ist. Zwei Sitzbänke sind wie die Zeiger einer Uhr angeordnet. Die Formensprache der Uhrensäule greift den Art-déco-Stil der 1920er Jahre auf. Die Sitzbänke auf den Bahnsteigen wurden von Mario Morelli entworfen. Sie bestehen aus schwarzem Granit und rot bemaltem Stahl, womit sie zur Farbgebung der Wände und Böden passen. Von der Form her erinnern sie an Sitzbänke in frühen Straßenbahnwagen.

## Geschichte
Das Teilstück Parc – Snowdon war zwar schon am 4. Januar 1988 eröffnet worden, doch fuhren die Züge hier vorerst ohne Halt durch, da sich der Abschluss der Bauarbeiten um mehrere Wochen verzögert hatte. Die Eröffnung der Station Acadie erfolgte schließlich am 28. März 1988. Namensgeber ist der Boulevard de l’Acadie, eine bei der Station beginnende Hauptstraße. Diese hieß zunächst Avenue McEachran und erhielt 1955 die neue Bezeichnung, in Gedenken an die Deportation der Akadier aus ihrer Heimat an der Atlantikküste 200 Jahre zuvor.